# NME4
NME4 (англ. NME/NM23 nucleoside diphosphate kinase 4) – білок, який кодується однойменним геном, розташованим у людей на короткому плечі 16-ї хромосоми. Довжина поліпептидного ланцюга білка становить 187 амінокислот, а молекулярна маса — 20 659.
| 10         |  | 20         |  | 30         |  | 40         |  | 50         |
| ---------- |  | ---------- |  | ---------- |  | ---------- |  | ---------- |
| MGGLFWRSAL |  | RGLRCGPRAP |  | GPSLLVRHGS |  | GGPSWTRERT |  | LVAVKPDGVQ |
| RRLVGDVIQR |  | FERRGFTLVG |  | MKMLQAPESV |  | LAEHYQDLRR |  | KPFYPALIRY |
| MSSGPVVAMV |  | WEGYNVVRAS |  | RAMIGHTDSA |  | EAAPGTIRGD |  | FSVHISRNVI |
| HASDSVEGAQ |  | REIQLWFQSS |  | ELVSWADGGQ |  | HSSIHPA    |  |            |

A: Аланін

C: Цистеїн

D: Аспарагінова кислота

E: Глутамінова кислота

F: Фенілаланін

G: Гліцин

H: Гістидин

I: Ізолейцин

K: Лізин

L: Лейцин

M: Метіонін

N: Аспарагін

P: Пролін

Q: Глутамін

R: Аргінін

S: Серин

T: Треонін

V: Валін

W: Триптофан

Кодований геном білок за функціями належить до трансфераз, кіназ. 
Задіяний у таких біологічних процесах, як транспорт, транспорт ліпідів, метаболізм нуклеотидів, альтернативний сплайсинг. 
Білок має сайт для зв'язування з АТФ, нуклеотидами, ліпідами, іонами металів, іоном магнію. 
Локалізований у мембрані, мітохондрії.